# Województwo piotrkowskie

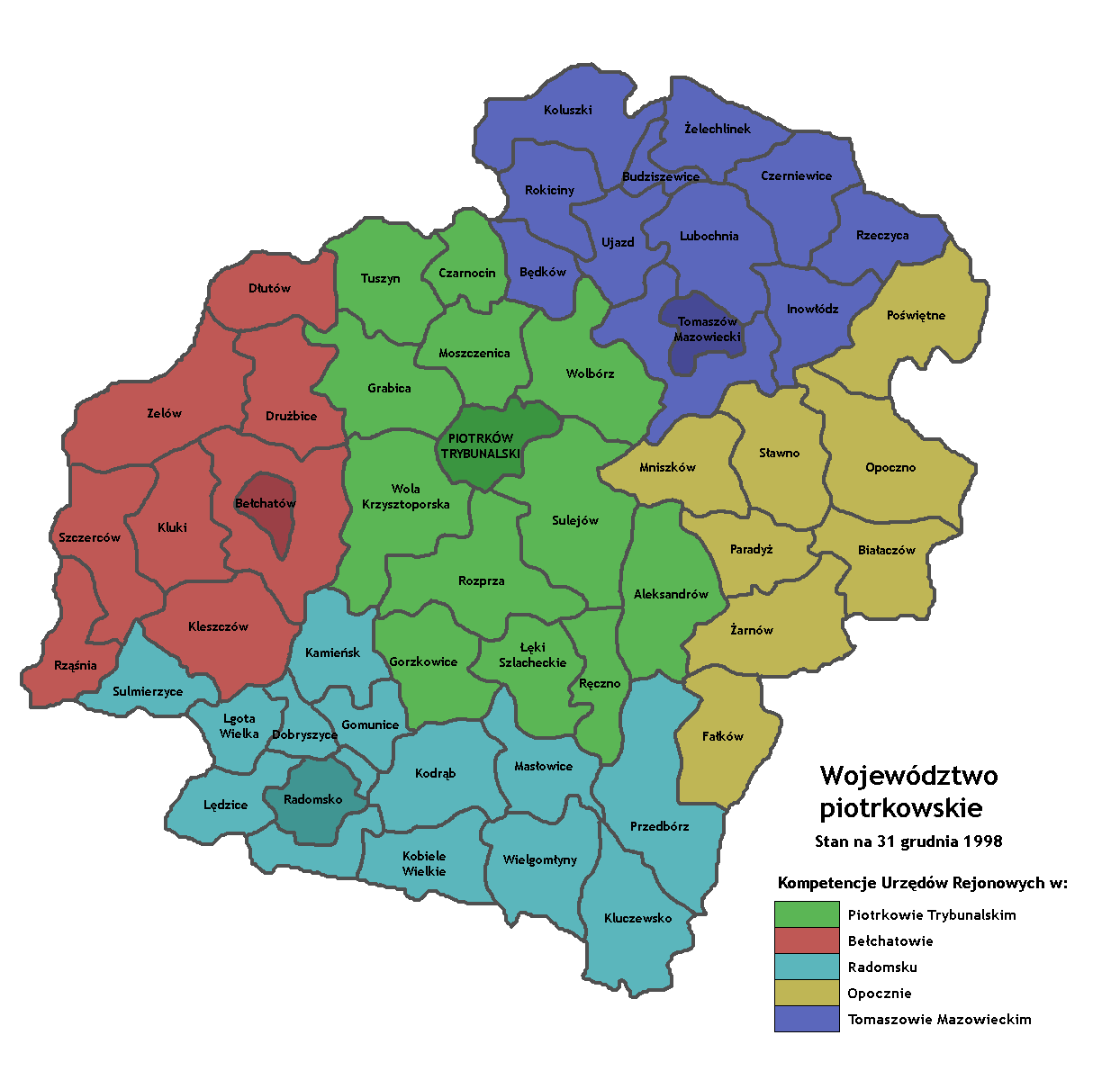
Mapa województwa w ostatnim dniu jego istnienia z podziałem na gminy.

Województwo piotrkowskie – jedno z 49 województw istniejących w latach 1975–1998, o powierzchni 6266 km². Administracyjnie dzieliło się na 11 miast oraz 56 gmin. Stolicą województwa był Piotrków Trybunalski. 1 stycznia 1999 prawie w całości zostało włączone do województwa łódzkiego, małe jego fragmenty weszły w skład województwa świętokrzyskiego.

## Położenie i ukształtowanie geograficzne
Województwo było położone w środkowej części Polski, sąsiadowało z województwami: sieradzkim, łódzkim, skierniewickim, radomskim, kieleckim i częstochowskim.
Województwo piotrkowskie leżało na terenach stanowiących południową część Niziny Mazowieckiej, północno-zachodnią część Wyżyny Małopolskiej oraz na zachodzie niewielką część Niziny Wielkopolskiej.
Największą rzeką przepływającą przez teren województwa była Pilica. Inne rzeki to m.in. Warta, Widawka, Wolbórka i Czarna.
Przewaga mało urodzajnych gleb płowych, brunatnych wyługowanych oraz rdzawych. W północno-wschodniej części województwa znajdowała się Puszcza Pilicka.

## Gospodarka
Województwo miało charakter rolniczo-przemysłowy.
Główne ośrodki przemysłowe województwa to:
- przemysł włókienniczy (Piotrków Trybunalski, Tomaszów Mazowiecki, Opoczno, Zelów)
- przemysł energetyczny (Bełchatów) – kopalnia węgla brunatnego, elektrownia
- przemysł chemiczny (Tomaszów Mazowiecki)
- przemysł ceramiczny (Opoczno)
- przemysł maszynowy (Piotrków Trybunalski, Radomsko)
- przemysł drzewny (Radomsko)
- przemysł metalurgiczny (Koluszki, Radomsko)
- przemysł szklarski (Piotrków Trybunalski, Radomsko)

Użytki rolne zajmowały 63,1%, w tym grunty orne 80,5%, a łąki i pastwiska 17,9%. Główne uprawy żyta, ziemniaków i pszenicy. Hodowla trzody chlewnej, owiec i bydła. Tereny leśne zajmowały 27,8% powierzchni województwa. Ograniczoną rolę odgrywała turystyka wypoczynkowa, która koncentrowała się w okolicach sztucznego Zalewu Sulejowskiego niedaleko Sulejowa.

## Urzędy Rejonowe
- Urząd Rejonowy w Bełchatowie dla gmin: Bełchatów, Dłutów, Drużbice, Kleszczów, Kluki, Rząśnia, Szczerców i Zelów oraz miasta Bełchatów
- Urząd Rejonowy w Opocznie dla gmin: Białaczów, Fałków, Mniszków, Opoczno, Paradyż, Poświętne, Sławno i Żarnów
- Urząd Rejonowy w Piotrkowie Trybunalskim dla gmin: Aleksandrów, Czarnocin, Gorzkowice, Grabica, Łęki Szlacheckie, Moszczenica, Ręczno, Rozprza, Sulejów, Tuszyn, Wola Krzysztoporska i Wolbórz oraz miasta Piotrków Trybunalski
- Urząd Rejonowy w Radomsku dla gmin: Dobryszyce, Gomunice, Kamieńsk, Kluczewsko, Kobiele Wielkie, Kodrąb, Lgota Wielka, Ładzice, Masłowice, Przedbórz, Radomsko, Sulmierzyce i Wielgomłyny oraz miasta Radomsko
- Urząd Rejonowy w Tomaszowie Mazowieckim dla gmin: Będków, Budziszewice, Czerniewice, Inowłódz, Koluszki, Lubochnia, Rokiciny, Rzeczyca, Tomaszów Mazowiecki, Ujazd i Żelechlinek oraz miasta Tomaszów Mazowiecki

### Miasta
Ludność 31.12.1998
- Piotrków Trybunalski – 81 284
- Tomaszów Mazowiecki – 69 648
- Bełchatów – 60 937
- Radomsko – 51 069
- Opoczno – 22 327
- Koluszki – 13 077
- Zelów – 7309
- Tuszyn – 7195
- Sulejów – 6200
- Przedbórz – 3600
- Kamieńsk – 2500

### Ludność w latach
| Rok                    | Liczba mieszkańców |
| ---------------------- | ------------------ |
| 1975 (31 grudnia)      | 582,8 tys.         |
| 1976 (31 grudnia)      | 584 tys.           |
| 1977 (31 grudnia)      | 586,8 tys.         |
| 1978 (spis powszechny) | 597 371            |
| 1978 (31 grudnia)      | 597 tys.           |
| 1979 (31 grudnia)      | 600,6 tys.         |
| 1980 (31 grudnia)      | 604,2 tys.         |
| 1983 (31 grudnia)      | 623,5 tys.         |
| 1985 (31 grudnia)      | 633,1 tys.         |
| 1986                   | 636,5 tys.         |
| 1987                   | 639,2 tys.         |
| 1988                   | 637,5 tys.         |
| 1989 (31 grudnia)      | 642 tys.           |
| 1990 (30 czerwca)      | 642,4 tys.         |
| 1990 (31 grudnia)      | 642,6 tys.         |
| 1991 (31 grudnia)      | 643 tys.           |
| 1992 (31 grudnia)      | 644,1 tys.         |
| 1993 (30 czerwca)      | 644,7 tys.         |
| 1994 (31 grudnia)      | 644,6 tys.         |
| 1995 (30 czerwca)      | 644,1 tys.         |
| 1995 (31 grudnia)      | 644,2 tys.         |
| 1997 (31 grudnia)      | 642,9 tys.         |